# 조합론
조합론(組合論, 영어: combinatorics) 또는 조합수학(組合數學)은 유한하거나 가산적인 구조들에 대하여, 어떤 주어진 성질을 만족시키는 것들의 가짓수나 어떤 주어진 성질을 극대화하는 것을 연구하는 수학 분야이다.

## 분류
조합론에서는 다양한 종류의 조합론적 구조들을 다루며, 이들은 다음을 들 수 있다.
- 순열과 조합. 이들을 세는 문제는 12정도라는 이름으로 체계화되어 있다.
- 집합의 분할, 특히 자연수의 분할
- 문자열(영어: word)
- 부분 순서 집합은 순서로 생각할 수 있는 관계를 부여한 집합이며, 특수한 경우로 전순서 집합이나 격자 등이 있다. 이들을 연구하는 분야를 순서론이라고 한다.
- 그래프는 일련의 꼭짓점들과 이들 사이를 잇는 변들로 구성된 조합론적 구조이다. 이들을 다루는 분야를 그래프 이론이라고 한다.
- 매트로이드는 그래프를 일반화한 개념이다.
- 유한 기하(영어: finite geometry)는 유한한 수의 점과 선 등으로 구성된 기하학적 공간이다. 이에 대하여 다양한 열거 문제를 고려할 수 있다.
- 계획(영어: design)은 원래 통계학의 실험계획법에서 유래한 개념이다. 라틴 방진이 이의 특수한 경우이다. 계획 이론은 유한 기하학과 코드 이론(영어: coding theory)과 밀접하게 연관되어 있다.

조합론은 다루는 대상 대신 사용하는 기법 또는 목표로서 분류할 수도 있다.
- 계수적 조합론(영어: enumerative combinatorics)은 주어진 조건을 만족하는 대상의 수를 세는 것을 목표로 한다.
- 해석적 조합론(영어: analytic combinatorics)은 해석학적 기법을 조합론에 응용하며, 보통 주어진 대상의 정확한 수보다는 이들의 수의 점근적 공식(영어: asymptotic formula)을 목표로 한다. 계승의 스털링 공식이 대표적인 예이다.
- 극대 조합론(영어: extremal combinatorics)은 주어진 조건을 만족시키는 대상 가운데 "가장 큰" 또는 "가장 작은" 것 따위의 문제를 다룬다. 극대 그래프 이론은 그래프 이론에서 중요한 연구 분야의 하나이다. 다른 방향으로, 램지 이론도 이에 속한다.
- 위상수학적 조합론(영어: topological combinatorics)은 그래프 따위의 조합론적 구조에 위상을 주어, 보르수크-울람 정리나 호몰로지 대수학을 조합론적 문제에 응용한다. 로바스 라슬로는 보르수크-울람 정리를 사용하여 크네저 그래프(영어: Kneser graph)에 대한 크네저 추측을 증명하였다.

### 관련 분야
조합론은 대수학, 확률론, 에르고딕 이론, 기하학 등 수학의 여러 분야와 관련되어 있다. 또한, 전산학, 통계 물리학 같은 분야와도 관계가 있다.

## 역사

### 고대

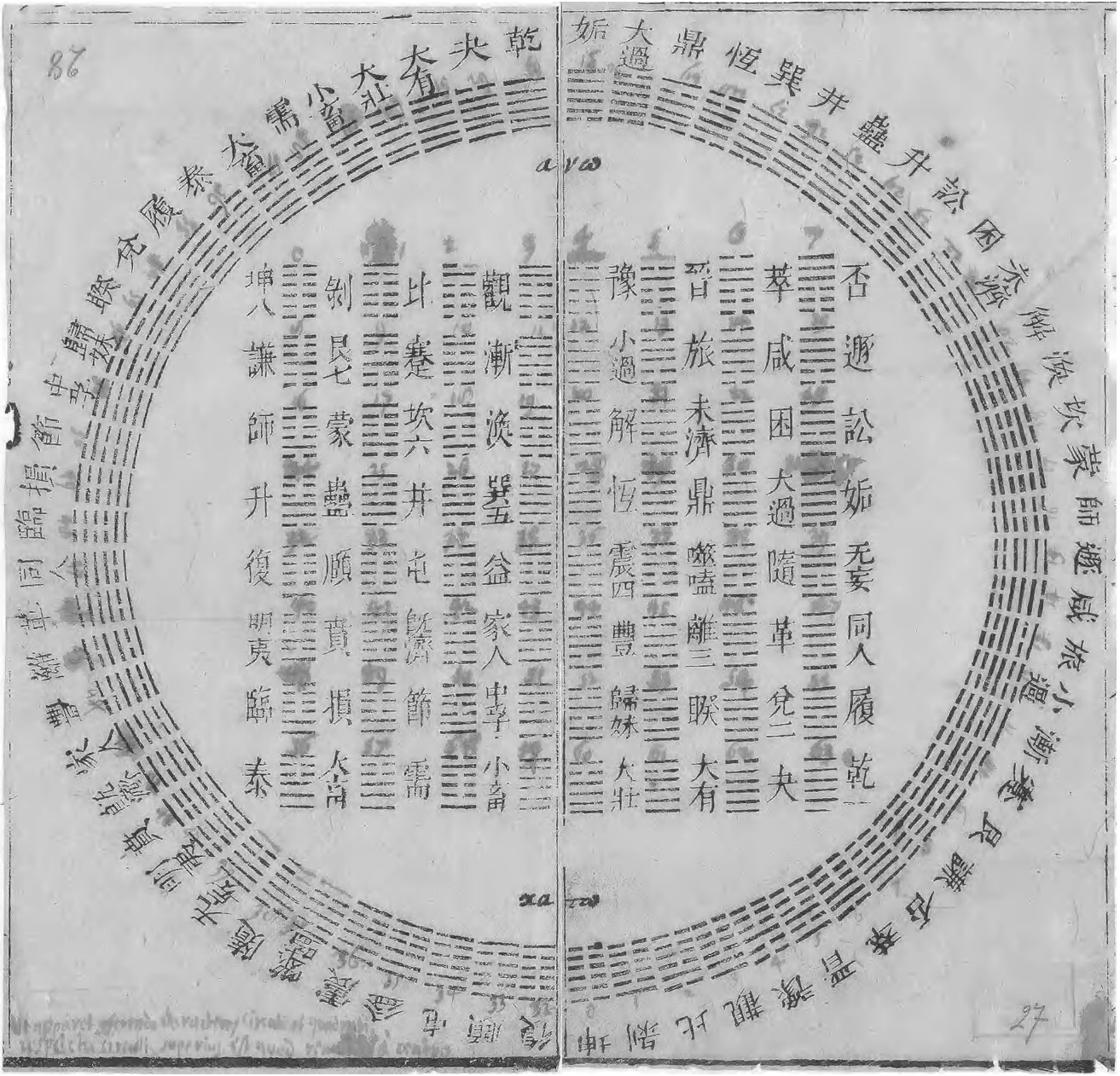
《역경》에 등장하는 64괘

조합론의 기초 개념은 고대 수학에서부터 시작하였다. 기원전 10세기~기원전 4세기 주나라에서 집필된 《역경》은 양(⚊) 또는 음(⚋)의 값을 가질 수 있는 6개의 효(爻)로부터 64 = 26개의 괘(卦)를 구성하였다. 기원전 6세기에 인도의 외과의사 수슈루타(산스크리트어: सुश्रुत)는 의학서 《수슈루타상히타》(산스크리트어: सुश्रुतसंहिता)에서, 6개의 기본 맛(단맛, 신맛, 짠맛, 쓴맛, 매운 맛, 떫은 맛)을 63 = 26 − 1가지로 조합할 수 있다고 서술하였다. 이는 6개의 원소로 만들 수 있는 집합 가운데 공집합을 제외한 것들의 가짓수이다.
기원후 1세기 고대 그리스에서, 플루타르코스(46~120)는 에세이집 《윤리학》(고대 그리스어: Ἠθικά 에티카[*])의 49번째 에세이 〈잡담〉(고대 그리스어: Συμποσιακά 심포시아카[*]) 8권에서 다음과 같이 적었다.
| “ | 크리시포스는 10개의 기초 명제로부터 만들 수 있는 합성 명제는 100만 개를 넘는다고 하였다. 히파르코스는 물론 이는 거짓임을 보였으며, 긍정적 합성 명제는 10만3049개, 부정적 합성 명제는 31만952개임을 보였다. Καὶ Χρύσιππος τὰς ἐκ δέκα μόνων ἀξιωμάτων συμπλοκὰς πλήθει φησὶν ἑκατὸν μυριάδας ὑπερβάλλειν· ἀλλὰ τοῦτο μὲν ἤλεγξεν Ἵππαρχος, ἀποδείξας ὅτι τὸ μὲν καταφατικὸν περιέχει συμπεπλεγμένων μυριάδας δέκα καὶ πρὸς ταύταις τρισχίλια1 τεσσαράκοντ᾿ ἐννέα, τὸ δ᾿ ἀποφατικὸν αὐτοῦ μυριάδας τριάκοντα μίαν καὶ πρὸς ταύταις ἐνακόσια πεντήκοντα δύο· | ” |
|   | — |   |

여기서 "긍정적 합성 명제"의 수
{\displaystyle 103\,049=s_{10}}
는 10번째 슈뢰더 수(영어: Schröder number) {\displaystyle s_{10}}이며, 10개의 글자로 구성된 문자열에 괄호를 삽입할 수 있는 가짓수이다. "부정적 합성 명제"의 수
{\displaystyle 310\,952=(s_{10}+s_{11})/2}
는 10번째와 11번째 슈뢰더 수의 평균이다.

### 중세

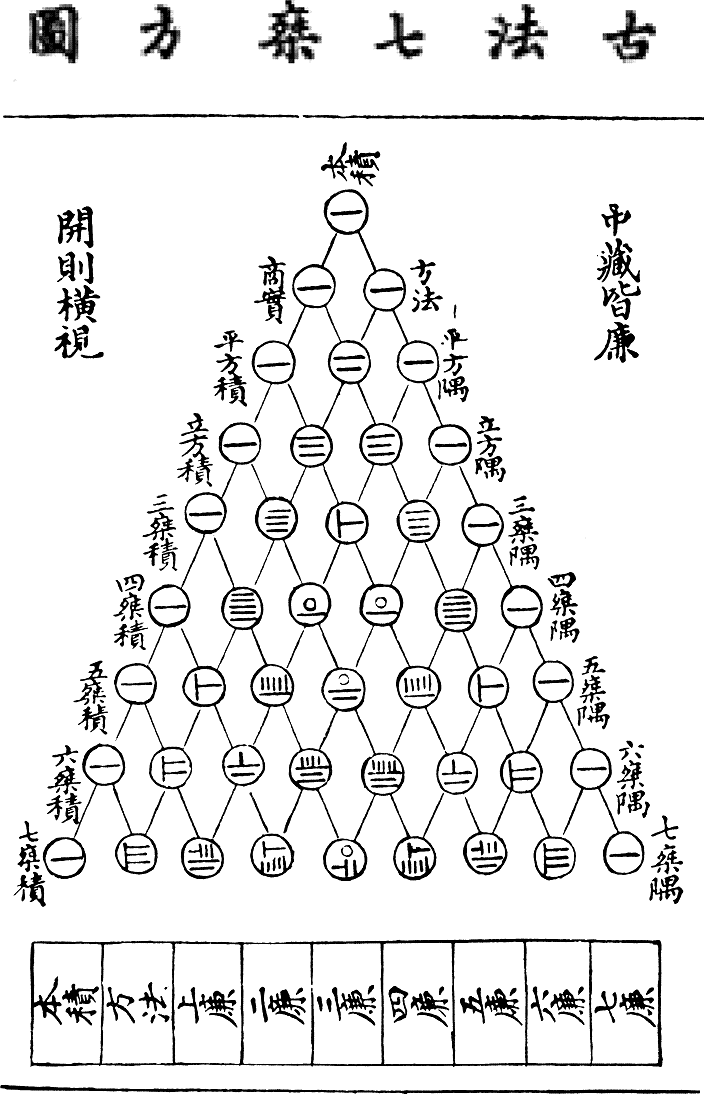
양휘가 지은 《상해구장산법》(詳解九章算法)에 수록된 파스칼 삼각형

850년 경에 인도의 수학자 마하비라(산스크리트어: महावीर)는 《산법 요론(要論)》(산스크리트어: गणितसारसंग्रह 가니타사라상그라하)에서 순열과 조합의 수에 대한 공식을 제시하였다.
아랍 세계에서는 중세 스페인의 랍비 아브라함 이븐 에즈라(히브리어: אברהם אבן עזרא, 라틴어: Abenezra 아베네즈라[*], 1089~1167)는 이항 계수의 대칭성
{\displaystyle {\binom {n+k}{n}}={\binom {n+k}{k}}}
을 증명하였다. 1321년에 랍비 레비 벤 게르숀(히브리어: לוי בן גרשום‏, 라틴어: Gersonides 게르소니데스[*], 1288~1344)은 순열과 조합의 수에 대한 공식을 제시하였다.
송나라의 양휘는 《구장산술》에 대한 주석인 《상해구장산법》(詳解九章算法)에서 파스칼 삼각형을 제시하였다. 이는 전대의 수학자인 가헌의 업적을 바탕으로 한 것으로 보이나, 가헌의 저서들은 현존하지 않는다.
인도와 아랍 수학은 13세기에 유럽에 소개되었다. 이탈리아의 수학자 요르다누스 데 네모레(라틴어: Jordanus de Nemore, 이탈리아어: Giordano di Nemi 조르다노 디 네미[*], 13세기 경)는 《산술》(라틴어: De elementis arithmetice artis 데 엘레멘티스 아리트메티케 아르티스[*]) 명제 70번에서 이항 계수를 삼각형으로 배열하였는데, 이는 훗날 파스칼 삼각형으로 불리게 되었다.
중세 일본에는 벨 수가 최초로 등장하였다. 《겐지모노가타리》에서의 한 일화로부터 겐지코(일본어: 源氏香)라는 놀이가 등장했는데, 이 놀이에서는 5개의 향 가운데 어떤 것들이 같은 냄새의 향인지 구별하는 것이 목표이다. 가능한 해의 수는 5차 벨 수 {\displaystyle B_{5}=52}가지다. 이 52가지의 집합의 분할은 겐지몬(일본어: 源氏紋)이라는 문양으로 나타내어져, 겐지모노가타리의 54개의 장의 각 표지에 표시되었다. (이 가운데 2개의 겐지몬은 벨 수와 관계없다.)

### 근세
블레즈 파스칼(1623~1662)과 아이작 뉴턴(1643~1727), 야코프 베르누이(1655~1705) 등은 조합론을 포함한 수학에 다방면으로 기여하였다. 파스칼은 1665년 사후에 출판된 저서 《산술 삼각형에 대하여》(프랑스어: Traité du triangle arithmétique)에서 (이미 중세부터 알려져 있던) 파스칼 삼각형을 연구하였다. 1666년에 고트프리트 라이프니츠는 박사 학위 논문 《조합술에 대하여》(라틴어: Dissertatio de arte combinatoria)를 출판하였다.  이 책에서 라이프니츠는 "조합술"(라틴어: ars combinatoria)이라는 용어를 최초로 사용하였다. 라이프니츠는 이 책에서 다음과 같은 용어를 사용하였다.
순열: 라틴어: variātiō ōrdinis 바리아티오 오르디니스[*] ("순서의 차이·변화")
두 개의 원소로 구성된 조합: 라틴어: combīnātiō 콤비나티오[*] (이음)
세 개의 원소로 구성된 조합: 라틴어: conternātiō 콘테르나티오[*] (세 개로 구성된 것, 라틴어: con- + 라틴어: ternī + 라틴어: -ātiō)
(일반적인) 조합: 라틴어: complexiō 콤플렉시오[*] (연결·연합·복합)
레온하르트 오일러(1707~1783)는 오일러 수를 연구하였고, 쾨니히스베르크의 다리 문제를 풀어 그래프 이론을 창시하였다.
19세기 말~20세기 초에 제임스 조지프 실베스터와 퍼시 알렉산더 맥메이헌은 대수적 조합론을 창시하였고, 이 시기에 그래프 이론 역시 급속히 발달하였다. 20세기 후반에 기하학적·위상수학적 기법들이 조합론에 사용되기 시작하였다.

## 같이 보기
- 조합론적 게임 이론
- 이산수학
- 계통학